# Аарбург
Аарбург (нім. Aarburg) — місто  в Швейцарії в кантоні Ааргау, округ Цофінген.

## Географія
Місто розташоване на відстані близько 55 км на північний схід від Берна, 14 км на південний захід від Аарау.
Аарбург має площу 4,4 км², з яких на 45,7% дозволяється будівництво (житлове та будівництво доріг), 19,3% використовуються в сільськогосподарських цілях, 31,1% зайнято лісами, 3,9% не є продуктивними (річки, льодовики або гори).

## Демографія
2019 року в місті мешкало 8376 осіб (+19,7% порівняно з 2010 роком), іноземців було 44,1%. Густота населення становила 1899 осіб/км².
За віковим діапазоном населення розподілялося таким чином: 20,5% — особи молодші 20 років, 65,2% — особи у віці 20—64 років, 14,3% — особи у віці 65 років та старші. Було 3735 помешкань (у середньому 2,2 особи в помешканні).
Із загальної кількості 3466 працюючих 15 було зайнятих в первинному секторі, 1095 — в обробній промисловості, 2356 — в галузі послуг.